# Thomas Keller (cocinero)
Thomas Keller (Camp Pendleton, 14 de octubre de 1955) es un cocinero, empresario y escritor estadounidense. Especializado en gastronomía francesa y estadounidense, durante su carrera ha ganado múltiples reconocimientos, entre los que destacan el mejor cocinero de California en 1996 y el mejor cocinero de América un año después. Su restaurante The French Laundry, ubicado en el Valle de Napa, ocupa permanentemente puestos de privilegio en la lista de los 50 mejores restaurantes del mundo publicada anualmente por la revista británica Restaurant. En 2005, su restaurante Per Se obtuvo la calificación de tres estrellas Michelin y en 2006 The French Laundry obtuvo el mismo reconocimiento, convirtiendo a Keller en el único chef estadounidense en obtener esta certificación con dos restaurantes diferentes. Actualmente posee siete estrellas: tres con Per Se, tres con The French Laundry y una con Bouchon.

## Obra
- Keller, T. Bouchon Bakery. Artisan Publishers, 2012. ISBN 978-1-57965-435-1
- Keller, T. Ad Hoc at Home. Artisan Publishers, 2009. ISBN 978-1-57965-377-4
- Keller, T. Under Pressure: Cooking Sous Vide. Artisan Publishers, 2008. ISBN 1-57965-351-0
- Keller, T. Bouchon. Artisan Publishers, 2004. ISBN 1-57965-239-5
- Keller, T. The French Laundry Cookbook. Artisan Publishers, 1999. ISBN 1-57965-126-7